# Riccardo Ferri
Riccardo Ferri (Crema, 20 agosto 1963) è un dirigente sportivo, allenatore di calcio ed ex calciatore italiano, di ruolo difensore, club manager dell'Inter.
Annoverato tra i migliori difensori della propria generazione, ha trascorso la maggior parte della propria carriera nelle file dell'Inter, con cui ha disputato 418 partite vincendo un campionato italiano, una Coppa Italia, una Supercoppa italiana e due Coppe UEFA. Dopo aver lasciato il club nerazzurro, ha militato per un biennio nella Sampdoria, concludendo l'attività agonistica nel 1996.
Tra il 1986 e il 1992 ha totalizzato 45 presenze e 4 reti in nazionale, prendendo parte al campionato d'Europa 1988 e al campionato del mondo 1990, concluso al terzo posto. In precedenza, tra il 1982 e il 1986, era sceso in campo in 22 occasioni con l'Italia under 21, raggiungendo la finale dell'europeo di categoria 1986.

## Biografia
Originario di Castelnuovo, frazione di Crema, è fratello minore di Giacomo Ferri, anch'egli ex calciatore. Suo figlio Marco è un modello, protagonista anche in alcune trasmissioni televisive come Uomini e donne e L'isola dei famosi.

## Caratteristiche tecniche
Difensore combattivo e tenace, era dotato di una buona tecnica di base, sebbene preferisse concentrarsi più sulla fase difensiva che sulla costruzione della manovra. Abile nell'anticipo e nel gioco aereo, talvolta si incaricava della battuta dei calci di punizione. Marco van Basten lo ha annoverato, insieme a Pietro Vierchowod, Jürgen Kohler e Giuseppe Bergomi, tra i marcatori più forti incontrati in carriera.

## Carriera

### Giocatore

#### Club
Nel 1977 viene acquistato dalla Capralbese e viene aggregato alle giovanili dell'Inter.
Esordì in Serie A l'11 ottobre 1981 contro il Cesena, a 18 anni. Divenne titolare due anni dopo e vestì la casacca nerazzurra per tredici stagioni in totale. Sotto la guida di Giovanni Trapattoni incrementò il proprio rendimento e vinse lo scudetto dei record, la Supercoppa italiana 1989 e la Coppa UEFA 1990-1991; riconquistò quest'ultimo trofeo nella stagione 1993-1994, con in panchina inizialmente Osvaldo Bagnoli, quindi Gianpiero Marini (dai quarti alla finale). Con la maglia dell'Inter ha totalizzato 418 presenze e 8 reti, così suddivise: 290 (6) in campionato, 62 nelle competizioni confederali e 66 (2) in Coppa Italia.
Nel 1994 si trasferì alla Sampdoria insieme al compagno di squadra Walter Zenga, nella trattativa che portò Gianluca Pagliuca in nerazzurro. Chiuse la carriera dopo aver giocato due stagioni in maglia blucerchiata.

#### Nazionale

##### Nazionali giovanili
Con la nazionale Under-21 ha preso parte all'europeo Under-21 nelle edizioni del 1984 e 1986, perdendo quest'ultima in finale contro la Spagna.

##### Nazionale maggiore

Ferri (in piedi, secondo da sinistra) in nazionale nel 1988

Convocato dal CT Azeglio Vicini, esordisce in nazionale il 6 dicembre 1986, a 23 anni, nella partita Malta-Italia (0-2) valevole per le qualificazioni europee, dove ha anche modo di segnare la sua prima rete in maglia azzurra.
Divenuto lo stopper titolare al posto di Vierchowod, partecipa al campionato d'Europa 1988 in Germania Ovest, dove l'Italia viene battuta in semifinale dall'Unione Sovietica. Prende parte da titolare anche al campionato del mondo 1990, ospitato dall'Italia, dove gli Azzurri arrivano terzi.
Con l'arrivo del nuovo CT Arrigo Sacchi trova meno spazio, e la sua ultima apparizione in nazionale risale al 6 giugno 1992, nella partita della US Cup pareggiata contro gli Stati Uniti (1-1) a Chicago. Ha vestito per 45 volte la maglia azzurra, segnando 4 reti.

### Dopo il ritiro

#### Allenatore e dirigente
Dopo il ritiro nel 1996, ha allenato le giovanili dell'Inter fino al 1997. Nella stagione 1997-1998 ha guidato brevemente il Pavia nel Campionato Nazionale Dilettanti.
Nel maggio del 2014 è diventato responsabile dell'Inter Academy Florida, una scuola di calcio giovanile che ha lanciato negli Stati Uniti con il figlio Marco.
Il 15 novembre 2017 diventa il nuovo responsabile dell'area tecnica del Vicenza. Terminato questo incarico dopo il fallimento del club nel 2018, il 25 luglio 2022 torna all'Inter come club manager.

#### Fuori dal campo
Dopo aver smesso di allenare, ha intrapreso una lunga carriera come commentatore sportivo in diverse trasmissioni sulle reti Mediaset, come Controcampo, Pressing, Pressing - Prima serata, Champions League LIVE e Coppa Italia LIVE, e a Diretta stadio... ed è subito goal! sull'emittente 7 Gold.

## Statistiche

### Presenze e reti nei club
| Stagione         | Squadra          | Campionato       | Campionato | Campionato | Coppe nazionali | Coppe nazionali | Coppe nazionali | Coppe continentali | Coppe continentali | Coppe continentali | Altre coppe | Altre coppe | Altre coppe | Totale | Totale |
| Stagione         | Squadra          | Comp             | Pres       | Reti       | Comp            | Pres            | Reti            | Comp               | Pres               | Reti               | Comp        | Pres        | Reti        | Pres   | Reti   |
| ---------------- | ---------------- | ---------------- | ---------- | ---------- | --------------- | --------------- | --------------- | ------------------ | ------------------ | ------------------ | ----------- | ----------- | ----------- | ------ | ------ |
| 1981-1982        | Inter            | A                | 2          | 0          | CI              | 0               | 0               | CU                 | 0                  | 0                  | -           | -           | -           | 2      | 0      |
| 1982-1983        | Inter            | A                | 12         | 0          | CI              | 6               | 0               | CdC                | 4                  | 0                  | -           | -           | -           | 22     | 0      |
| 1983-1984        | Inter            | A                | 24         | 0          | CI              | 2               | 0               | CU                 | 6                  | 0                  | -           | -           | -           | 32     | 0      |
| 1984-1985        | Inter            | A                | 28         | 1          | CI              | 8               | 0               | CU                 | 5                  | 0                  | -           | -           | -           | 41     | 1      |
| 1985-1986        | Inter            | A                | 27         | 0          | CI              | 7               | 0               | CU                 | 8                  | 0                  | TE          | 0           | 0           | 42     | 0      |
| 1986-1987        | Inter            | A                | 30         | 0          | CI              | 8               | 1               | CU                 | 7                  | 0                  | -           | -           | -           | 45     | 1      |
| 1987-1988        | Inter            | A                | 25         | 2          | CI              | 10              | 1               | CU                 | 5                  | 0                  | -           | -           | -           | 40     | 3      |
| 1988-1989        | Inter            | A                | 31         | 0          | CI              | 8               | 0               | CU                 | 6                  | 0                  | -           | -           | -           | 45     | 0      |
| 1989-1990        | Inter            | A                | 20         | 0          | CI              | 2               | 0               | CC                 | 2                  | 0                  | SI          | 0           | 0           | 24     | 0      |
| 1990-1991        | Inter            | A                | 26         | 0          | CI              | 2               | 0               | CU                 | 10                 | 0                  | -           | -           | -           | 38     | 0      |
| 1991-1992        | Inter            | A                | 29         | 2          | CI              | 2               | 0               | CU                 | 2                  | 0                  | -           | -           | -           | 33     | 2      |
| 1992-1993        | Inter            | A                | 20         | 1          | CI              | 6               | 0               | -                  | -                  | -                  | -           | -           | -           | 26     | 1      |
| 1993-1994        | Inter            | A                | 16         | 0          | CI              | 5               | 0               | CU                 | 7                  | 0                  | -           | -           | -           | 28     | 0      |
| Totale Inter     | Totale Inter     | Totale Inter     | 290        | 6          |                 | 66              | 2               |                    | 62                 | 0                  |             | 0           | 0           | 418    | 8      |
| 1994-1995        | Sampdoria        | A                | 20         | 0          | CI              | 3               | 0               | CdC                | 5                  | 0                  | SI          | 1           | 0           | 29     | 0      |
| 1995-1996        | Sampdoria        | A                | 16         | 0          | CI              | 1               | 0               | -                  | -                  | -                  | -           | -           | -           | 17     | 0      |
| Totale Sampdoria | Totale Sampdoria | Totale Sampdoria | 36         | 0          |                 | 4               | 0               |                    | 5                  | 0                  |             | 1           | 0           | 46     | 0      |
| Totale carriera  | Totale carriera  | Totale carriera  | 326        | 6          |                 | 70              | 2               |                    | 67                 | 0                  |             | 1           | 0           | 464    | 8      |

### Cronologia presenze e reti in nazionale
| Cronologia completa delle presenze e delle reti in nazionale ― Italia | Cronologia completa delle presenze e delle reti in nazionale ― Italia | Cronologia completa delle presenze e delle reti in nazionale ― Italia | Cronologia completa delle presenze e delle reti in nazionale ― Italia | Cronologia completa delle presenze e delle reti in nazionale ― Italia | Cronologia completa delle presenze e delle reti in nazionale ― Italia | Cronologia completa delle presenze e delle reti in nazionale ― Italia | Cronologia completa delle presenze e delle reti in nazionale ― Italia |
| Data                                                                  | Città                                                                 | In casa                                                               | Risultato                                                             | Ospiti                                                                | Competizione                                                          | Reti                                                                  | Note                                                                  |
| --------------------------------------------------------------------- | --------------------------------------------------------------------- | --------------------------------------------------------------------- | --------------------------------------------------------------------- | --------------------------------------------------------------------- | --------------------------------------------------------------------- | --------------------------------------------------------------------- | --------------------------------------------------------------------- |
| 6-12-1986                                                             | La Valletta                                                           | Malta                                                                 | 0 – 2                                                                 | Italia                                                                | Qual. Euro 1988                                                       | 1                                                                     |                                                                       |
| 24-1-1987                                                             | Bergamo                                                               | Italia                                                                | 5 – 0                                                                 | Malta                                                                 | Qual. Euro 1988                                                       | -                                                                     |                                                                       |
| 14-2-1987                                                             | Lisbona                                                               | Portogallo                                                            | 0 – 1                                                                 | Italia                                                                | Qual. Euro 1988                                                       | -                                                                     |                                                                       |
| 18-4-1987                                                             | Colonia                                                               | Germania Ovest                                                        | 0 – 0                                                                 | Italia                                                                | Amichevole                                                            | -                                                                     |                                                                       |
| 28-5-1987                                                             | Oslo                                                                  | Norvegia                                                              | 0 – 0                                                                 | Italia                                                                | Amichevole                                                            | -                                                                     |                                                                       |
| 3-6-1987                                                              | Stoccolma                                                             | Svezia                                                                | 1 – 0                                                                 | Italia                                                                | Qual. Euro 1988                                                       | -                                                                     |                                                                       |
| 23-9-1987                                                             | Pisa                                                                  | Italia                                                                | 1 – 0                                                                 | Jugoslavia                                                            | Amichevole                                                            | -                                                                     |                                                                       |
| 17-10-1987                                                            | Berna                                                                 | Svizzera                                                              | 0 – 0                                                                 | Italia                                                                | Qual. Euro 1988                                                       | -                                                                     |                                                                       |
| 5-12-1987                                                             | Milano                                                                | Italia                                                                | 3 – 0                                                                 | Portogallo                                                            | Qual. Euro 1988                                                       | -                                                                     |                                                                       |
| 20-2-1988                                                             | Bari                                                                  | Italia                                                                | 4 – 1                                                                 | Unione Sovietica                                                      | Amichevole                                                            | -                                                                     |                                                                       |
| 31-3-1988                                                             | Spalato                                                               | Jugoslavia                                                            | 1 – 1                                                                 | Italia                                                                | Amichevole                                                            | -                                                                     |                                                                       |
| 27-4-1988                                                             | Lussemburgo                                                           | Lussemburgo                                                           | 0 – 3                                                                 | Italia                                                                | Amichevole                                                            | 1                                                                     |                                                                       |
| 4-6-1988                                                              | Brescia                                                               | Italia                                                                | 0 – 1                                                                 | Galles                                                                | Amichevole                                                            | -                                                                     |                                                                       |
| 10-6-1988                                                             | Düsseldorf                                                            | Germania Ovest                                                        | 1 – 1                                                                 | Italia                                                                | Euro 1988 - 1º turno                                                  | -                                                                     |                                                                       |
| 14-6-1988                                                             | Francoforte                                                           | Italia                                                                | 1 – 0                                                                 | Spagna                                                                | Euro 1988 - 1º turno                                                  | -                                                                     |                                                                       |
| 17-6-1988                                                             | Colonia                                                               | Italia                                                                | 2 – 0                                                                 | Danimarca                                                             | Euro 1988 - 1º turno                                                  | -                                                                     |                                                                       |
| 22-6-1988                                                             | Stoccarda                                                             | Unione Sovietica                                                      | 2 – 0                                                                 | Italia                                                                | Euro 1988 - Semifinale                                                | -                                                                     |                                                                       |
| 19-10-1988                                                            | Pescara                                                               | Italia                                                                | 2 – 1                                                                 | Norvegia                                                              | Amichevole                                                            | 1                                                                     |                                                                       |
| 16-11-1988                                                            | Roma                                                                  | Italia                                                                | 1 – 0                                                                 | Paesi Bassi                                                           | Amichevole                                                            | -                                                                     |                                                                       |
| 22-12-1988                                                            | Perugia                                                               | Italia                                                                | 2 – 0                                                                 | Scozia                                                                | Amichevole                                                            | -                                                                     |                                                                       |
| 22-2-1989                                                             | Pisa                                                                  | Italia                                                                | 1 – 0                                                                 | Danimarca                                                             | Amichevole                                                            | -                                                                     | 46’                                                                   |
| 25-3-1989                                                             | Vienna                                                                | Austria                                                               | 0 – 1                                                                 | Italia                                                                | Amichevole                                                            | -                                                                     |                                                                       |
| 29-3-1989                                                             | Sibiu                                                                 | Romania                                                               | 1 – 0                                                                 | Italia                                                                | Amichevole                                                            | -                                                                     | 38’                                                                   |
| 22-4-1989                                                             | Verona                                                                | Italia                                                                | 1 – 1                                                                 | Uruguay                                                               | Amichevole                                                            | -                                                                     |                                                                       |
| 26-4-1989                                                             | Taranto                                                               | Italia                                                                | 4 – 0                                                                 | Ungheria                                                              | Amichevole                                                            | 1                                                                     |                                                                       |
| 20-9-1989                                                             | Cesena                                                                | Italia                                                                | 4 – 0                                                                 | Bulgaria                                                              | Amichevole                                                            | -                                                                     |                                                                       |
| 14-10-1989                                                            | Bologna                                                               | Italia                                                                | 0 – 1                                                                 | Brasile                                                               | Amichevole                                                            | -                                                                     | 46’                                                                   |
| 11-11-1989                                                            | Vicenza                                                               | Italia                                                                | 1 – 0                                                                 | Algeria                                                               | Amichevole                                                            | -                                                                     |                                                                       |
| 15-11-1989                                                            | Londra                                                                | Inghilterra                                                           | 0 – 0                                                                 | Italia                                                                | Amichevole                                                            | -                                                                     |                                                                       |
| 9-6-1990                                                              | Roma                                                                  | Italia                                                                | 1 – 0                                                                 | Austria                                                               | Mondiali 1990 - 1º turno                                              | -                                                                     |                                                                       |
| 14-6-1990                                                             | Roma                                                                  | Italia                                                                | 1 – 0                                                                 | Stati Uniti                                                           | Mondiali 1990 - 1º turno                                              | -                                                                     |                                                                       |
| 19-6-1990                                                             | Roma                                                                  | Italia                                                                | 2 – 0                                                                 | Cecoslovacchia                                                        | Mondiali 1990 - 1º turno                                              | -                                                                     |                                                                       |
| 25-6-1990                                                             | Roma                                                                  | Italia                                                                | 2 – 0                                                                 | Uruguay                                                               | Mondiali 1990 - Ottavi di finale                                      | -                                                                     |                                                                       |
| 30-6-1990                                                             | Roma                                                                  | Italia                                                                | 1 – 0                                                                 | Irlanda                                                               | Mondiali 1990 - Quarti di finale                                      | -                                                                     |                                                                       |
| 3-7-1990                                                              | Napoli                                                                | Argentina                                                             | 1 – 1 dts (4 – 3 dtr)                                                 | Italia                                                                | Mondiali 1990 - Semifinale                                            | -                                                                     |                                                                       |
| 7-7-1990                                                              | Bari                                                                  | Italia                                                                | 2 – 1                                                                 | Inghilterra                                                           | Mondiali 1990 - Finale 3º posto                                       | -                                                                     | 89’ ·                                                                 |
| 26-9-1990                                                             | Palermo                                                               | Italia                                                                | 1 – 0                                                                 | Paesi Bassi                                                           | Amichevole                                                            | -                                                                     | 21’                                                                   |
| 17-10-1990                                                            | Budapest                                                              | Ungheria                                                              | 1 – 1                                                                 | Italia                                                                | Qual. Euro 1992                                                       | -                                                                     |                                                                       |
| 3-11-1990                                                             | Roma                                                                  | Italia                                                                | 0 – 0                                                                 | Unione Sovietica                                                      | Qual. Euro 1992                                                       | -                                                                     |                                                                       |
| 1-5-1991                                                              | Salerno                                                               | Italia                                                                | 3 – 1                                                                 | Ungheria                                                              | Qual. Euro 1992                                                       | -                                                                     |                                                                       |
| 5-6-1991                                                              | Oslo                                                                  | Norvegia                                                              | 2 – 1                                                                 | Italia                                                                | Qual. Euro 1992                                                       | -                                                                     | 90’                                                                   |
| 13-11-1991                                                            | Genova                                                                | Italia                                                                | 1 – 1                                                                 | Norvegia                                                              | Qual. Euro 1992                                                       | -                                                                     |                                                                       |
| 19-2-1992                                                             | Cesena                                                                | Italia                                                                | 4 – 0                                                                 | San Marino                                                            | Amichevole                                                            | -                                                                     | 46’                                                                   |
| 4-6-1992                                                              | Boston                                                                | Italia                                                                | 2 – 0                                                                 | Irlanda                                                               | U.S. Cup 1992                                                         | -                                                                     | 77’                                                                   |
| 6-6-1992                                                              | Chicago                                                               | Stati Uniti                                                           | 1 – 1                                                                 | Italia                                                                | U.S. Cup 1992                                                         | -                                                                     | 46’                                                                   |
| Totale                                                                |                                                                       | Presenze (58º posto)                                                  | 45                                                                    |                                                                       | Reti                                                                  | 4                                                                     |                                                                       |

### Record
- Assieme a Franco Baresi, è il giocatore con più autogol nella storia del campionato di Serie A, con 8 marcature nella propria porta.[19] Tale primato è citato scherzosamente nel brano A che ora è la fine del mondo? di Luciano Ligabue: Ferri ha dichiarato di non aver gradito tale citazione.[20] Si noti comunque che tale record è stato stabilito prima che la FIFA deliberasse che, a partire dai Mondiali disputatisi in Francia nel 1998, fossero conteggiati come autogol solo i casi in cui si fosse verificata una deviazione decisiva invece di un tocco di qualsiasi natura[21].

### Statistiche da allenatore
| Stagione        | Squadra         | Campionato      | Campionato | Campionato | Campionato | Campionato | Coppe nazionali | Coppe nazionali | Coppe nazionali | Coppe nazionali | Coppe nazionali | Coppe continentali | Coppe continentali | Coppe continentali | Coppe continentali | Coppe continentali | Altre coppe | Altre coppe | Altre coppe | Altre coppe | Altre coppe | Totale | Totale | Totale | Totale | % Vittorie |
| Stagione        | Squadra         | Comp            | G          | V          | N          | P          | Comp            | G               | V               | N               | P               | Comp               | G                  | V                  | N                  | P                  | Comp        | G           | V           | N           | P           | G      | V      | N      | P      | %          |
| --------------- | --------------- | --------------- | ---------- | ---------- | ---------- | ---------- | --------------- | --------------- | --------------- | --------------- | --------------- | ------------------ | ------------------ | ------------------ | ------------------ | ------------------ | ----------- | ----------- | ----------- | ----------- | ----------- | ------ | ------ | ------ | ------ | ---------- |
| ago.- dic. 1997 | Pavia           | CND             | 14         | 4          | 2          | 8          | CI-D            | 8               | 4               | 2               | 2               | -                  | -                  | -                  | -                  | -                  | -           | -           | -           | -           | -           | 22     | 8      | 4      | 10     | 36,36      |
| Totale carriera | Totale carriera | Totale carriera | 14         | 4          | 2          | 8          |                 | 8               | 4               | 2               | 2               |                    | -                  | -                  | -                  | -                  |             | -           | -           | -           | -           | 22     | 8      | 4      | 10     | 36,36      |

## Palmarès

Ferri solleva la Coppa UEFA 1990-1991 tra i compagni di squadra Bergomi (a sinistra) e Zenga (a destra)

### Giocatore

#### Competizioni nazionali
- Coppa Italia: 1

Inter: 1981-1982
- Campionato italiano: 1

Inter: 1988-1989
- Supercoppa italiana: 1

Inter: 1989

#### Competizioni internazionali
- Coppa UEFA: 2

Inter: 1990-1991, 1993-1994